# بلاتو (ولاية)
ولاية بلاتو هي إحدى الولايات الست وثلاثين المكونة لنيجيريا. الإنجليزية هي اللغة الرسمية.